# جوزی التیدور

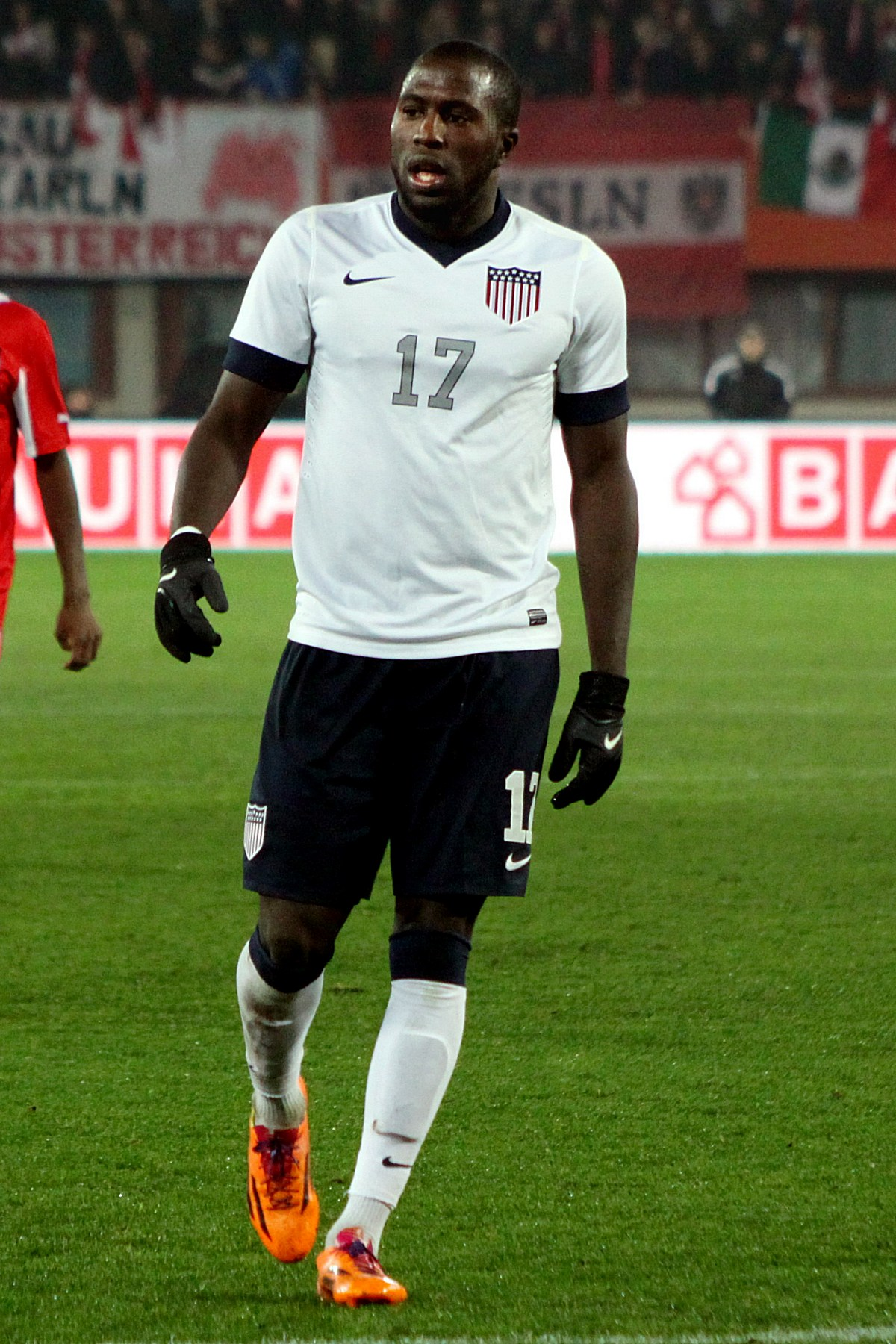

جاسمر والمی التِدور معروف به جوزی (به انگلیسی: Josmer Volmy "Jozy" Altidore) زاده ۶ نوامبر ۱۹۸۹ در نیوجرسی، ملی پوش تیم ملی فوتبال ایالات متحده آمریکا است.
او ۴۲ گل در ۱۱۵ بازی ملی برای آمریکا به ارمغان آورده است.